# Pierre Pelot
Pierre Pelot, vlastním jménem Pierre Grosdemange (* 11. listopadu 1945, Saint-Maurice-sur-Moselle) je francouzský spisovatel dobrodružných knih pro děti i pro dospělé.

## Život
Absolvoval pouze základní vzdělání a pak se učil na strojního mechanika. Po třech měsících učiliště opustil a živil se, jak se dalo. Protože tíhl k výtvarnému projevu, vytvářel komiksové seriály, které však vzbuzovaly pozornost spíše jejich literární částí. Proto začal v polovině 60. let 20. století na radu Hergého psát dobrodružné romány. Je autorem více než 170 děl publikovaných i pod pseudonymy Pierre Suragne nebo Pierre Carbonari.
Jeho dílo je žánrově velmi bohaté. Jde o dobrodružné knihy ze současnosti, z historie i prehistorie, westerny, detektivní, sci-fi i dívčí romány a parodie na uvedené žánry. K pestrosti jeho knih přispívá také používání různých vypravěčských technik. Hrdiny svých knih staví často do mezních situací (např. alkoholismus, návrat z vězení, tragická láska, nutnost čelit násilí atp.)

## Z díla
- La piste du Dakota (1965, Stezka do Dakoty), western, příběh líčící několikaměsíční dramatickou cestu kovbojů a stáda dobytka z Arkansasu do Severní Dakoty po válce Severu proti Jihu.
- La longue chasse (1966, Dlouhý lov), western, příběh muže, který se chce pomstít medvědovi grizzly za to, že mu zabil ženu a otce.
- Dylan Stark (1967–1998), westernový cyklus, dvacet dva dílů.
- L'Unique rebelle (1971, Jediný rebel), román z americké indiánské rezervace v roce 1946.
- Les Étoiles Ensevelies (1972, Zaváté hvězdy).
- Une Autre Terre (1972, Jiná země), sci-fi varující před zneužitím vědeckých poznatků.
- L'Île aux Enragés (1973, Ostrov dravců), sci-fi román, pokračování knihy Jiná země.
- La Nef des Dieux (1973, Loď bohů),
- Le pain perdu (1974, Ztracený chléb), román ze současnosti,
- La Cité au Bout de l'Espace (1977, Město na konci vesmíru),
- Delirium Circus (1977), nejlepší francouzský sci-fi román roku 1978.
- Le Renard dans la maison (1977, Liška v domě), román ze současnosti,
- Blus pour Julie (1980, Blues pro Julii),
- La Guerre Olympique (1980, Olympijská válka), román vytvořený na základě tragických událostí na olympijských hrách v Mnichově roku 1972.
- L'Été en pente douce (1980, Léto na mírném svahu).
- Kid Jésus (1981, Kid Ježíš), tragický příběh Mesiáše 24. století.
- Le Père de Feu (1984, Otec ohně),
- Le chien courait sur l’autoroute en criant son nom (1985, Po dálnici běžel pes a vyřvával své jméno),
- Les conquérants immobiles (1986, Nehybní dobyvatelé),
- Observation du virus en temps de paix (1987, Pozorování viru v míru),
- La septième saison (1989, Sedmé roční období),
- Le Ciel sous la Pierre (1990, Nebe pod kamenem),
- Les croix en feu (1992, Kříže v ohni),
- Le Chant de l'homme mort (1995, Píseň mrtvého muže),
- Les Mangeurs d'Argile (1998, Pojídači hlíny),
- L'ombre de la louve (2000, Stín vlčice), fantastický román z prehistorie.
- Le Pacte des loups (2001, Dohoda vlků), fantastický román.
- Outback (2008), fantastický román.
- Maria (2011), román z roku 1944.

## Filmové adaptace
- Les Étoiles Ensevelies (1974, Zaváté hvězdy), francouzský televizní film, režie Michèle Tournier.
- L'Été en pente douce (1980, Léto na mírném svahu), francouzský film, režie Gérard Krawczyk.
- Le Chant de l'homme mort (1998, Píseň mrtvého muže), francouzský televizní film, režie Jérôme Cornuau.

## Česká vydání
- Jediný rebel, Albatros, Praha 1976, přeložil Gustav Francl.
- Stezka do Dakoty, Albatros, Praha 1980, přeložila Anna Staňková.
- Ostrov dravců, Albatros, Praha 1983, přeložil Gustav Francl, obsahuje knihy Jiná země a Ostrov dravců.
- Dlouhý lov, Albatros, Praha 1990, přeložil Gustav Francl.